# Calvariebergstraat (Brugge)
De Calvariebergstraat (ook: Kalvariebergstraat) is een straat in Brugge.
Tot op het einde van het ancien régime werd deze straat de Galgeberg genoemd, omdat hier in de middeleeuwen, in een weinig tot niet bevolkt stadsgedeelte, een galg stond opgesteld.
Documenten zeggen:
- ca. 1450: Ghalghebergstrate thenden Sgravenstrate;
- 1550: tusschen een verdonkert straetkin ghenaemt tGalgheberchstraetkin.

In de Franse tijd werd deze naam vertaald als 'Rue du Calvaire' en vervolgens opnieuw omgezet tot 'Calvariebergstraat'.
De Calvariebergstraat loopt van de Sint-Clarastraat tot aan de Komvest. Ingeklemd tussen deze straten is het stadspark Sincfalpark gelegen.

## Externe link

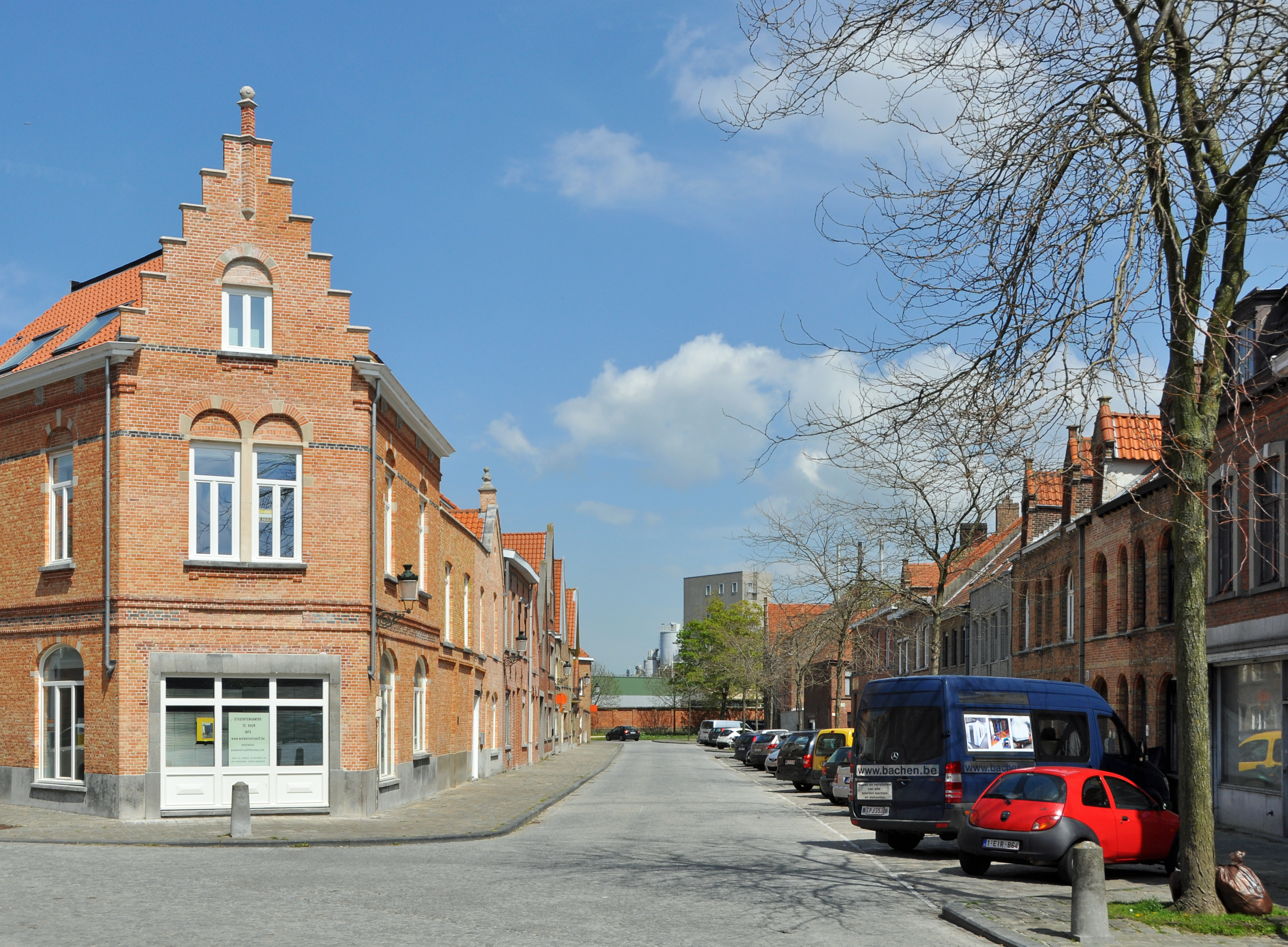
De Calvariebergstraat bij de hoek met de Walweinstraat
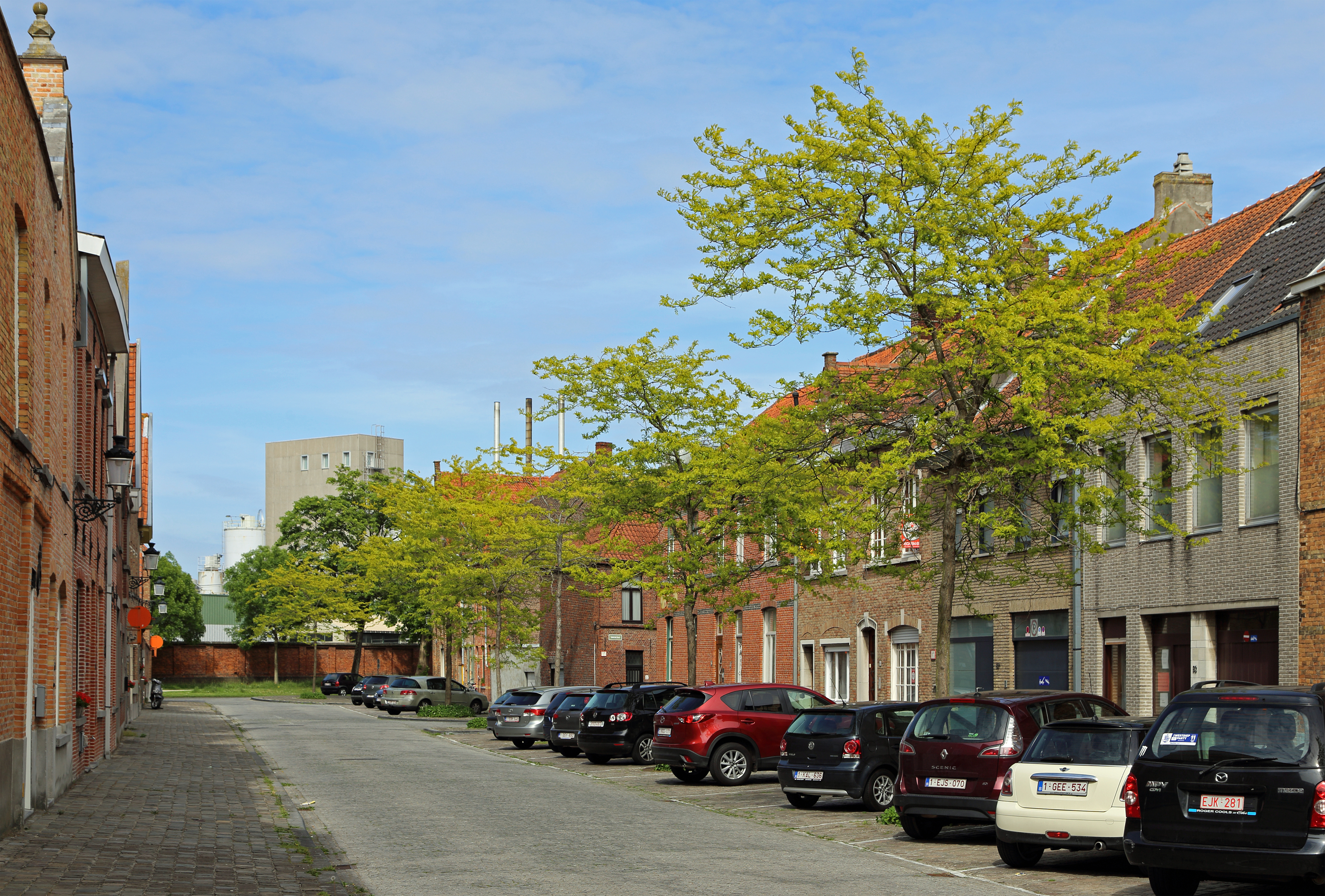
Het gedeelte tussen Walweinstraat en Komvest
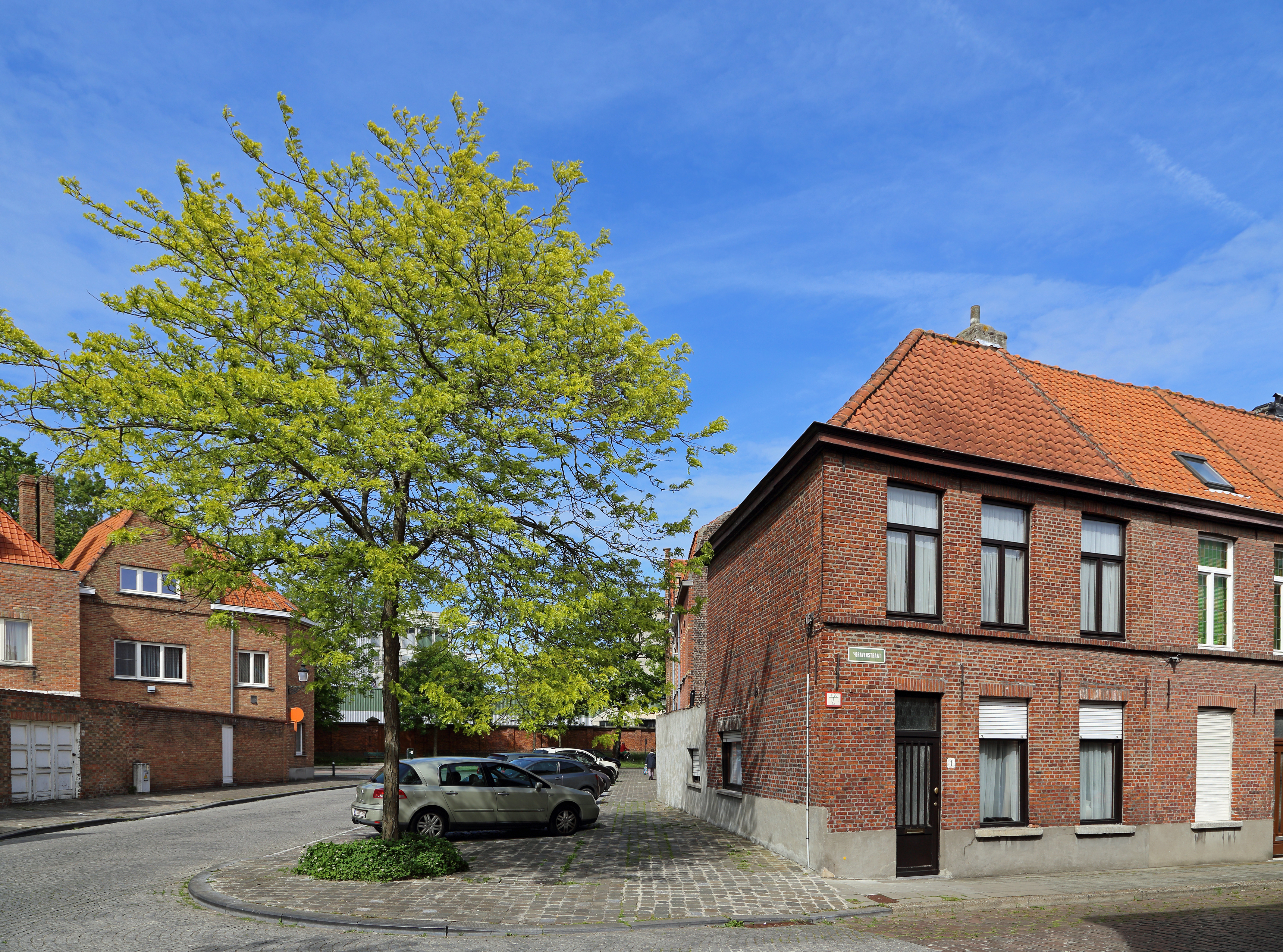
De hoek met de 's Gravenstraat